# Kilogram
Kilográm (oznaka kg) je osnovna enota SI mase, enaka mnogokratniku Planckove konstante, ki ustreza masi kubičnega decimetra (litra) vode pri 4 °C. Je edina osnovna enota s predpono kilo. Hkrati je osnova (t. i. primarni standard) za definicijo večine drugih tradicionalnih enot za maso na svetu.
Zgodovinsko so kilogram želeli določiti kot maso kubičnega decimetra vode neposredno, vendar je takšna količina vode nestabilna, s tem pa neuporabna sama po sebi. Leta 1889 je prva mednarodna Generalna konferenca za uteži in mere v Parizu uzakonila mednarodni prototipni kilogram (IPK oz. prakilogram), izdelan iz zlitine platine in iridija ter shranjen pri Mednarodnem uradu za uteži in mere (BIPM) v Sevresu pri Parizu, in določila, da je kilogram enota mase, enaka masi prakilograma. Masa prakilograma je ustrezala masi kubičnega decimetra vode pri 4 °C. IPK skupaj z njegovimi sestrskimi replikami hranijo v trezorju Mednarodnega urada za uteži in mere. Uradne replike, ki jih hranijo posamezne države, so služile kot nacionalni standardi, približno vsakih 40 let so jih primerjali z IPK, da je bila zagotovljena sledljivost lokalnih merjenj.
Kilogram je bil več kot pol stoletja edina enota, ki je bila definirana s standardnim predmetom namesto s temeljno fizikalno lastnostjo, ki bi jo bilo mogoče neodvisno izmeriti. Generalna konferenca za uteži in mere je leta 2011 sprejela načelno soglasje, da se kilogram redefinira na osnovi Planckove konstante, kar bi odpravilo pomanjkljivosti definicije s standardnim predmetom. Do leta 2015 so dokončno odpravili tehnične ovire, povezane z natančnostjo merjenja Planckove konstante, in 20. maja 2019 je stopila v veljavo trenutna definicija.

## Teoretsko ozadje
Kilogram je enota mase, lastnosti, ki jo bolj običajno opisujemo z našim dojemanjem teže predmeta. Masa je inercijska sila; to pomeni, da je povezana s težnjo mirujočega predmeta, da ostane v mirovanju oz. premikajočega se predmeta, da se premika s konstantno hitrostjo, če nanj ne deluje nobena sila. Skladno z Newtonovimi zakoni gibanja in enačbo {\displaystyle F=ma} (drugi Newtonov zakon), bo objekt z maso (m) enega kilograma pričel pospeševati (a) s stopnjo 1 m/s², če bo nanj delovala sila F enega newtona–približno desetina Zemljinega težnega pospeška.
Teža objekta je torej odvisna od jakosti lokalnega težnostnega polja, masa pa je neodvisna od težnosti, saj je mera količine snovi, ki jo objekt vsebuje. Skladno s tem za astronavta daleč stran od Zemlje držati kilogramski objekt nad tlemi ne bo predstavljalo nobenega napora (objekt bo breztežen), še vedno pa bo moral uporabiti desetkrat tolikšno silo, da bo premaknil desetkilogramski objekt z enakim pospeškom kot kilogramski objekt.
Ker je na vsaki točki na Zemlji teža objekta sorazmerna z njegovo maso, lahko maso poljubnega objekta izmerimo s primerjavo njegove teže s težo standardnega objekta, ki ima dogovorjeno maso v kilogramih. Ravnotežna tehtnica pokaže razmerje med silo težnosti, ki deluje na oba objekta, to razmerje pa je enako razmerju mas obeh objektov.

## Definicija
Kilogram je izražen kot mnogokratnik Planckove konstante h, s čemer je posredno določen s tremi temeljnimi fizikalnimi konstantami: poleg Planckove še s hitrostjo svetlobe c in frekvenco atomskega prehoda cezija ΔνCs.
Po uradni definiciji Mednarodne konference za uteži in mere (CGPM) ga dobimo tako, da vzamemo fiksno numerično vrednost Planckove konstante h kot 662607015×10−34, izraženo v enoti J⋅s, kar je enako kg⋅m2⋅s−1, kjer sta meter in sekunda definirana s c in ΔνCs.
V teh enotah se kg izrazi kot:
kg = ⁠(299792458)2/(662607015×10−34)(9192631770)⁠⁠hΔνCs/c2⁠   = ⁠917097121160018/62154105072590475⁠1042⁠hΔνCs/c2⁠ ≈ (1475521399735270×1040)⁠hΔνCs/c2⁠ .
To ustreza masi kubičnega decimetra (litra) vode pri 4 °C z razliko manj kot 30 ppm.

## Zgodovina
Zamisel uporabe prostorninske enote vode za definiranje enote mase je predlagal angleški filozof John Wilkins leta 1668, kot način, kako bi povezali fizikalni količini maso in dolžino. 7. aprila 1795 je bil po odredbi francoske vlade gram definiran kot absolutna teža količine čiste vode, enake kocki s stranico stotine metra in pri temperaturi taljenja ledu.

### Kilogramme des Archives
Ker se v praksi običajno trguje s predmeti, ki so mnogo masivnejši od enega grama, in ker bi bil standard, osnovan na večji količini vode, nepriročen ter nestabilen, je regulacija trgovanja zahtevala izdelavo praktične realizacije na vodi osnovane definicije mase. Zato so Francozi izdelali začasni standard v obliki kovinskega predmeta s tisočkratno maso grama – kilogram. Hkrati so zadolžili fizike, naj natančno določijo maso kubičnega decimetra (litra) vode. V prvotnem odloku je bila določena voda pri 0 °C — najstabilnejši temperaturni točki, francoski kemik Louis Lefèvre-Gineau in italijanski prirodoslovec Giovanni Fabbroni pa sta po več letih raziskav leta 1799 spremenila standard, da je določal vodo pri najstabilnejši gostotni točki, torej temperaturi, pri kateri voda doseže največjo gostoto, takrat izmerjeno pri 4 °C. Dognala sta, da znaša masa kubičnega metra vode pri največji gostoti 99,9265 % mase začasnega kilograma, izdelanega štiri leta prej. Leta 1799 je bil nato izdelan prototip kilograma, z namenom izenačiti maso kubičnega centimetra vode pri 4 °C tako natančno, kot je bilo realno možno v tem času. Junija je bil predmet, izdelan iz platine, predstavljen republiškemu arhivu in 10. decembra ratificiran kot kilogramme des Archives, enota kilogram pa definirana kot masa tega predmeta. Kot standard je veljal nadaljnjih 90 let.

### Prakilogram
Od leta 1889 je bila magnituda kilograma definirana kot masa predmeta, imenovanega mednarodni prototipni kilogram oz. prakilogram, angleško International Prototype Kilogram, v metrologiji običajno okrajšan kot »IPK«. Ker je bila definicija vezana na konkreten predmet namesto na naravni pojav oz. zakonitost, ki bi se jo dalo neodvisno izmeriti, kilogram za razliko od ostalih merskih enot ni imel negotovosti.
Metrska konvencija, ki je v mednarodnem prostoru formalizirala metrični sistem (predhodnik mednarodnega sistema enot), je bila podpisana 20. maja 1875, kmalu po tem je bil izdelan IPK. Ta je en od treh cilindrov, ki so jih leta 1879 izdelali pri podjetju Johnson Matthey, ki je izdelalo tudi skoraj vse replike. Leta 1883 so njegovo maso primerjali z maso arhivskega kilograma, izdelanega 84 let prej, in ugotovili, da se ne razlikujeta. Uradno je bil nato ratificiran na prvi Generalni konferenci za uteži in mere leta 1889.

#### Mednarodni prototipni kilogram
IPK je izdelan iz zlitine Pt‑10Ir – 90 % platine in 10 % iridija (masni odstotki), obdelan je v pravilni valj (višina = premer) s stranico 39,17 milimetra, da ima čim manjšo površino. Robova sta posneta pod štirimi koti (22,5, 45, 67,5 in 79°) za zmanjšanje obrabe. Dodatek iridija, izboljšava napram Kilogramme des Archives, je močno povečal trdoto, hkrati pa ohranil ostale prednosti platine: izjemno odpornost na oksidacijo, izjemno gostoto, solidno električno in toplotno prevodnost ter nizko magnetno susceptibilnost. IPK in šest njegovih sestrskih replik hrani BIPM v kletnem trezorju z nadzorovano atmosfero na svojem posestvu Pavillon de Breteuil na obronku Pariza. Uradne replike IPK so bile na voljo uradnim ustanovam držav članic metrske konvencije kot osnova za nacionalne standarde. Te replike so približno vsakih 40 let primerjali z IPK, s čimer se je zagotavljala sledljivost lokalnih meritev.
Sodobne meritve standardnega vzorca vode (»Vienna Standard Mean Ocean Water«) so pokazale, da ima gostoto 0,999975 ± 0,000001 kg/L pri točki največje gostote (3,984 °C) in tlaku ene atmosfere (101.325 Pa). Kubični decimeter vode pri največji gostoti ima torej zgolj 25 ppm nižjo maso kot IPK. Z drugimi besedami, pred več kot 226 leti je znanstvenikom uspelo izdelati predmet z maso kubičnega decimetra vode pri 4 °C, z napako ne večjo od mase enega zrna riža.

##### Replike
Replike mednarodnega prototipnega kilograma imajo naslednje oznake:
- Šest uradnih sestrskih replik z oznakami K1, 7, 8(41),[Op. 6] 32, 43 in 47.[17] Hrani jih BIPM v svojem trezorju.
- Deset delovnih replik, od tega osem (9, 31, 42′, 63, 77, 88, 91 in 650[Op. 7]) za rutinsko uporabo in dve (25 in 73) za posebne potrebe.[18] Hrani jih BIPM v svojem trezorju.
- Nacionalni prototipi, hranijo jih:[19][20][21][22] Avstralija (44 in 87), Avstrija (49), Belgija (28 in 37), Brazilija (66), Češka (67), Danska (48), Egipt (58), Finska (23), Francija (35), Indija (57), Indonezija (46), Izrael (71), Italija (5 in 76), Japonska (6 in 94), Južna Koreja (39, 72 in 84), Kanada (50 in 74), Kazahstan, Kenija (95), Ljudska republika Kitajska (60 in 64; 75 v Hong Kongu), Madžarska (16), Mehika (21, 90 in 96), Nemčija (52, 55 in 70), Nizozemska (53), Norveška (36), Pakistan (93), Poljska (51), Portugalska (69), Republika Južna Afrika (56), Romunija (2), Rusija (12 in 26[23]), Severna Koreja (68), Singapur (83), Slovaška (41 in 65), Srbija (11 in 29), Španija (24 in 3), Švedska (86), Švica (38 in 89), Tajska (80), Tajvan (78), Turčija (54[24]), Združene države Amerike (20,[25] 4, 79, 85 in 92) ter Združeno kraljestvo (18,[26] 81 in 82).
- Dodatne replike, ki jih hranijo nevladne organizacije, kot sta Francoska akademija znanosti v Parizu (34) in Istituto di Metrologia G. Colonnetti v Torinu (62).[19]

Zaradi omejitev proizvodnih postopkov nima nobena replika mase povsem enake kot IPK; njihove mase so ob izdelavi kalibrirali in dokumentirali odmik od kilograma, kar so nato upoštevali nacionalni uradi za meroslovje pri kalibracijah, izvedenih s temi replikami. Najbližje je madžarska replika K16 pri 1 kg +12 µg. Odmiki se lahko s časom tudi spreminjajo iz različnih vzrokov, zato so morali kalibracije nacionalnih prototipov občasno ponavljati. Za primer, ameriški primarni standard K20 je imel ob izdelavi leta 1889 uradno maso 1 kg − 39 μg. Ponovno preverjanje leta 1948 je pokazalo 1 kg − 19 µg, zadnje preverjanje leta 1989 pa spet enako kot ob izdelavi. Za razliko od tovrstnih prehodnih razlik je ameriški delovni standard K4 konstantno izgubljal maso v primerjavi z IPK. Razlog je verjetno ta, da se delovni standardi uporabljajo mnogo pogosteje od primarnih, zato so bolj izpostavljeni obrabi. K4 je imel leta 1889 uradno maso 1 kg − 75 µg, leta 1989 maso 1 kg − 106 µg in deset let kasneje maso 1 kg − 116 µg. To pomeni, da je v 110 letih izgubil 41 µg v primerjavi z IPK.
Slovenija v času veljavnosti standarda ni bila polnopravna članica Generalne konference za uteži in mere in imela lastnega prototipa. Urad RS za meroslovje, ki deluje pod okriljem Ministrstva za gospodarski razvoj in tehnologijo, namesto tega vzdržuje nacionalni etalon za maso. Sledljivost tega do IPK in s tem mednarodno priznanost meritev je zagotavljal z izmenično kalibracijo treh kilogramskih uteži iz nerjavnega jekla v »izbranem evropskem nacionalnem meroslovnem inštitutu«, ki ima ustrezne kalibracijske zmogljivosti (CMC).

##### Kalibracija
Za primerjanje mase IPK z replikami pri BIPM so uporabljali ravnotežne tehtnice. Najprej je v ta namen služila tehtnica z dvema pladnjema, povezanima s prečnikom, ki so jo izdelali pri dunajskem podjetju Rueprecht.
Skoraj sto let staro Rueprechtovo tehtnico so leta 1973 zamenjali s tehtnico NBS-2, izdelano pri ameriškem Narodnem uradu za standarde (NBS, zdaj Narodni urad za standarde in tehnologijo, NIST). Standardni odklon meritve razlike mase dveh predmetov s to tehtnico znaša približno 1 µg. NBS je tehtnico dal v uporabo BIPM leta 1970. V dveh letih so jo pazljivo namestili v izolirano komoro v Sevresu in po zagotovitvi toplotne stabilnosti leta 1973 predali v uporabo. Z njo so nato opravljali kalibracijo nacionalnih prototipov in tudi periodično preverjanje leta 1989. Ta tehtnica ima pladenj za šest replik, ki jih primerja s standardom po parih, in ima konstantno obremenitev, kar poveča stabilnost ter obnovljivost meritev.
Od leta 1992 so uporabljali druge tehtnice, bodisi komercialno dostopne, bodisi razvite pri BIPM.
Točnost kalibracije je omejena z negotovostjo, ki izvira iz omejitev konstrukcije tehtnice, pa tudi drugih fizikalnih pojavov. Že plast adsorbirane vode, debela samo eno molekulo, bi povečala izmerjeno maso prototipa za 2 µg. Nezanemarljiva neznanka je celo zračni vzgon. Negotovost primerjanja mas verjetno znaša med 2 in 20 µg.

##### Stabilnost
Spreminjanje absolutne mase mednarodnega prototipnega kilograma je nemogoče zanesljivo ugotoviti, saj ne obstaja hierarhično nadrejen standard, s katerim bi ga bilo mogoče primerjati. Možno ga je le oceniti s primerjavo njegove mase z masami več njegovih uradnih replik, ki jih hranijo drugje po svetu. Postopek, imenovan »periodično preverjanje«, je bil skozi zgodovino opravljen le trikrat, v letih 1889, 1948 in 1989. V ta namen so uporabili množico nacionalnih prototipov iz prve serije, ki so izdelani iz iste zlitine kot IPK in so bili hranjeni pod podobnimi pogoji, hkrati pa so jih kot primarne nacionalne standarde le redko uporabljali. Po tretjem preverjanju je postalo jasno, da so se mase množice prototipov pričele neizbežno razhajati, hkrati pa je IPK v primerjavi z uradnimi replikami izgubil okrog 50 µg ali celo več. Razlog za to razhajanje fizikom še ni poznan, obstaja pa več teorij. Samo obraba je malo verjetna, saj bi za tako razliko moral IPK izgubiti 150×1015 več atomov v sto letih kot replike. Po drugi teoriji naj bi bila razlika posledica dejstva, da je pridobil manj kot replike. IPK namreč hranijo pokritega s tremi steklenimi zvoni, replike pa samo s po dvema. Platina ima močno afiniteto do živega srebra, ki je kot kontaminant mnogo pogostejši v ozračju kot nekoč. Glavni vir živega srebra v ozračju je kurjenje premoga, pri tem pa v Franciji, kjer je IPK hranjen, večino električne energije pridobijo z jedrskimi elektrarnami. Vendar ta teorija ne razloži vseh odstopanj in tudi ostale so bodisi malo verjetne, bodisi je za zaključke premalo podatkov. Ne glede na vzrok razlik ne vemo, kako se masa IPK danes razlikuje od njegove mase leta 1889.
Ker IPK in njegove replike hranijo na zraku (četudi pod zvonastimi pokrovi), se njihova masa počasi, a občutno povečuje že zaradi adsorpcije onesnažil iz zraka na površino. BIPM je zato razvil postopek čiščenja, v veljavi od leta 1946, ki vključuje temeljito drgnjenje s krpo iz semiša, omočeno z mešanico etra in etanola, ki mu sledi parno čiščenje z dvojno destilirano vodo. Prototip je nato počival 7–10 dni pred preverjanjem. Čiščenje odstrani 5–60 µg kontaminantov, kar je odvisno predvsem od časa, odkar je bil nazadnje očiščen. Z drugim čiščenjem takoj po prvem se lahko masa zmanjša še za nadaljnjih 10 % prvega zmanjšanja, iz česar sklepajo, da nadaljnja čiščenja ne bi imela merljivih učinkov. Po čiščenju pričnejo prototipi spet pridobivati maso; BIPM je razvil model, po katerem prototip povprečno pridobi 1,11 µg na mesec v prvih treh mesecih po čiščenju, nato pa približno 1 µg na leto. Ta model se je uporabljal kot korekcijski faktor, saj delovnih standardov ne čistijo ob vsaki kalibraciji – to bi predstavljalo preveliko tveganje za poškodbe.

### Predlogi za novo definicijo
Od leta 1960, ko je bil meter redefiniran na osnovi valovne dolžine svetlobe, ki jo oddajajo vzbujeni kriptonovi atomi, je bil kilogram edina enota, ki je bila še vedno osnovana na fizičnem predmetu. Zaradi kompleksnosti in s tem nestabilnosti tako velikega predmeta kot je IPK, so nastajali vedno večji izzivi, saj napredek tehnike (na primer nanotehnologije in farmacije) ter znanosti zahteva vedno natančnejše merjenje mase in je postajala negotovost v definiciji kilograma vedno pomembnejši dejavnik. Hkrati je kot unikaten fizičen predmet IPK predstavljal ranljivost za celoten mednarodni sistem enot, saj bi ga lahko kdo poškodoval ali ukradel. Zato je Mednarodni komite za uteži in mere (CIPM) na svojem 94. zasedanju leta 2005 podal priporočilo za uvedbo nove definicije, ki bi temeljila na neodvisno merljivih naravnih konstantah. Leta 2011 je CIPM sprejel sklep, da predlaga novo definicijo kilograma, izraženega s Planckovo konstanto. Ta povezuje energijo delca z njegovo frekvenco, prek enačbe E = mc² pa na koncu z maso. Zamišljeno je bilo da bi z meritvami določili, kolikšen mnogokratnik Planckove konstante ustreza masi IPK in nato to vrednost postavili za definicijo kilograma. Komite je še predlagal, da se morajo v zadostni meri ujemati tri neodvisne meritve, dve od katerih uporabljata različna pristopa.
Tehnologija, uporabna v ta namen, obstaja že od 1970. let, težave pa so bile s ponovljivostjo, natančnostjo in medsebojnim ujemanjem meritev. Šele leta 2014 so tri sodelujoče raziskovalne skupine dosegle dovoljšnjo stopnjo ujemanja meritev, leta 2015 pa je odbor CODATA, ki računa vrednost Planckove konstante, objavil novo poročilo, da so znižali negotovost svoje ocene na 12 ppb in zadostili zahtevam CIPM. Skladno z načrtom bi bila po dodatnem preverjanju nova definicija sprejeta na naslednji Generalni konferenci za uteži in mere leta 2018.
Izbrana pristopa sta:
- Wattova tehtnica. Izmeri maso prototipa z elektromagnetno silo, prek te pa Planckovo konstanto. Za kalibracijo uporablja dve temeljni lastnosti narave, Josephsonov in Hallov pojav.
- Štetje atomov. V ta namen so raziskovalci izdelali dve krogli iz silicija, ki se ujemata s težo IPK in sta med najpopolnejšimi kroglami na svetu. Z določitvijo števila atomov v teh kroglah so izračunali natančno vrednost Avogadrove konstante, ki je v neposredni zvezi s Planckovo.

Na Generalni konferenci za uteži in mere novembra 2018 so države članice BIPM, med njimi tudi Slovenija, novo definicijo zares sprejele, v veljavo je stopila 20. maja 2019. BIPM bo izdelal tudi protokol, ki bo omogočil uporabo nove definicije brez Wattove tehtnice ali popolnih silicijevih krogel.

## Mnogokratniki
Predpon mednarodnega sistema enot ni dovoljeno kombinirati zaporedno, zato se v tem primeru dodajajo gramu, ne osnovni enoti kilogramu, ki že ima predpono. Zaradi tega je na primer ena milijoninka kilograma 1 mg (en miligram), ne 1 µkg (en mikrokilogram).
| deli     | deli    | deli      |          | večkratniki | večkratniki     | večkratniki |
| vrednost | znak SI | ime       | vrednost | znak SI     | ime             |             |
| 10-1 g   | dg      | decigram  | 101 g    | dag         | dekagram        |             |
| 10-2 g   | cg      | centigram | 102 g    | hg          | hektogram       |             |
| 10-3 g   | mg      | miligram  | 103 g    | kg          | kilogram        |             |
| 10-6 g   | µg      | mikrogram | 106 g    | Mg          | megagram (tona) |             |
| 10-9 g   | ng      | nanogram  | 109 g    | Gg          | gigagram        |             |
| 10-12 g  | pg      | pikogram  | 1012 g   | Tg          | teragram        |             |
| 10-15 g  | fg      | femtogram | 1015 g   | Pg          | petagram        |             |
| 10-18 g  | ag      | atogram   | 1018 g   | Eg          | eksagram        |             |
| 10-21 g  | zg      | zeptogram | 1021 g   | Zg          | zetagram        |             |
| 10-24 g  | yg      | joktogram | 1024 g   | Yg          | jotagram        |             |

### Druge posebnosti
- V farmaciji in industriji prehranskih dopolnil je priporočena uporaba okrajšave »mcg« namesto »µg« za mikrogram, če sploh katere, saj se simbol za mikro včasih slabo vidi na etiketah in ga je možno zamenjati za m – torej miligram, kar bi lahko vodilo v tisočkratno napako pri doziranju.[39][40]
- Dekagram se v Evropi včasih okrajšuje tudi kot »dkg«, skladno z izgovorjavo, pogosto se uporablja denimo za odmerjanje postrežnih živil v trgovinah (salama, sir,...).
- Uporaba imena »megagram« je zelo redka, običajno v tehniki, pa še to le v primerih, kjer se pričakuje popolna skladnost s standardom SI. Namesto njega je skoraj povsod v uporabi ime »tona«. Tono in njen simbol »t« je CIPM sprejel leta 1879 kot ne-SI enoto, sprejemljivo za uporabo s sistemom SI. V angleško govorečih deželah zanjo uporabljajo tudi ime »metrična tona« (metric ton).[41]

## Razmerje z ostalimi enotami SI
Stabilnost definicije je ključna, saj je kilogram eden od temeljev za velik del trenutne strukture mednarodnega sistema enot, čigar pomembna vrlina je natančna matematična in logična skladnost enot. S kilogramom so posredno ali neposredno izražene magnitude treh drugih osnovnih enot SI: kandele za svetilnost, mola za množino snovi in ampera za električni tok. Tem nato sledi množica izpeljanih enot, ki se uporabljajo za merjenje cele vrste lastnosti narave. Newton je recimo definiran kot sila, ki jo potrebujemo, da pospešimo maso enega kilograma z enim metrom na kvadratno sekundo. Če se je v preteklosti spremenila masa IPK, je to sorazmerno spremenilo tudi newton. Newton je nato osnova za definicijo enot za električni tok (amper), tlak (paskal), energijo (džul), moč (vat) idr., kaskada odvisnosti pa se nato nadaljuje še dalje (amper in vat na primer definitrata enoto volt za napetost, ta pa nato skupaj s sekundo enoto weber za magnetni pretok).
Kilogram je bil dolgo časa posebnost, saj so se definicije vseh drugih enot SI razlikovale od njihovih praktičnih realizacij, kar sistemu daje stopnjo abstrakcije in zato vpliv morebitnih sprememb ni neposreden ter takojšen. Zelo majhne spremembe IPK so bile znotraj mere negotovosti pri določanju ostalih enot, če pa bi bilo nedvoumno ugotovljeno neskladje, bi ga za ohranitev skladnosti sistema SI morali izravnati. Ena od rešitev bi bila preprosto spremeniti definicijo kilograma s pribitkom kompenzacijske vrednosti IPK, kot je bila praksa za replike. Edina zares dolgoročna rešitev pa je bila ukinitev odvisnosti sistema od fizičnega predmeta z uvedbo nove definicije, osnovane na neki temeljni in nespremenljivi naravni zakonitosti, ki bi bila neodvisno merljiva. Mednarodne organizacije za meroslovje z BIPM na čelu so si za to prizadevale več kot deset let in spremembo uveljavile leta 2019.